# Timothé Mumenthaler
Timothé Mumenthaler, né le 12 décembre 2002, est un athlète suisse spécialiste du 200 mètres et du 100 mètres.

## Biographie
Timothé Mumenthaler naît le 12 décembre 2002, d'un père genevois et d'une mère sénégalaise. Il a deux frères cadets. Il est le petit-fils de l'ancien maire libéral-radical d'Onex François Mumenthaler,.
Il grandit à Onex, dans le canton de Genève.
Il étudie la microtechnique à l'École polytechnique fédérale de Lausanne,.

## Carrière
En février 2018, il remporte les 60 m et 200 m aux championnats de Suisse de la jeunesse en salle à Saint-Gall. Il participe aux Jeux olympiques de la jeunesse de 2018 à Buenos Aires. À l'été 2019, à 16 ans, il court le 100 m en 10 s 61 puis se blesse une semaine plus tard (déchirure musculaire). En 2022, il termine deuxième du 100 m des championnats de Suisse.
Il termine cinquième du 200 m des championnats d'Europe d'athlétisme par équipe en Silésie en juin 2023. Il est médaillé de bronze au 200 m aux Championnats d'Europe espoirs 2023 à Espoo.
En 2024, il prend part à l'équipe suisse de relais 4 × 100 mètres aux relais mondiaux 2024 à Nassau, aux Bahamas (12e des séries). Il participe ensuite en juin aux championnats d'Europe à Rome où il remporte la finale du 200 mètres masculin en 20,28 secondes. Il est le premier Suisse à remporter un titre international en sprint depuis Philippe Clerc en 1969.

## Palmarès

### International
| Date | Compétition                   | Lieu  | Résultat | Épreuve | Temps   |
| ---- | ----------------------------- | ----- | -------- | ------- | ------- |
| 2023 | Championnats d'Europe espoirs | Espoo | 3e       | 200 m   | 20 s 85 |
| 2024 | Championnats d'Europe         | Rome  | 1er      | 200 m   | 20 s 28 |
| 2025 | Bislett Games                 | Oslo  | 2e       | 200 m   | 20 s 27 |

## Records
| Épreuve | Temps   | Lieu   | Date         |
| ------- | ------- | ------ | ------------ |
| 200 m   | 20 s 27 | Oslo   | 12 juin 2025 |
| 100 m   | 10 s 13 | Genève | 21 juin 2025 |